# We've Only Just Begun
We've Only Just Begun è un brano musicale del 1970 scritto da Roger Nichols (musica) e Paul Williams (testo) e pubblicato come singolo dal gruppo The Carpenters nel 1970, estratto dall'album Close to You.

## Tracce
- 7"

1. We've Only Just Begun
2. All of My Life

## Formazione
- Karen Carpenter - voce, cori
- Richard Carpenter - cori, piano, piano Wurlitzer elettrico
- Joe Osborn - basso
- Hal Blaine - batteria
- Doug Strawn - clarinetto

## Critica
La canzone è presente nella lista dei 500 migliori brani musicali secondo Rolling Stone.